# Мархабин, Ильдар Ильгизович
Ильдар Ильгизович Мархабин — рядовой Вооружённых Сил СССР, участник войны в Афганистане, погиб при исполнении служебных обязанностей, кавалер ордена Красной Звезды (посмертно).

## Биография
Родился 3 сентября 1966 года в деревне Кызыл-Яшляр Пестречинского района Татарской Автономной Советской Социалистической Республики.
После окончания школы поступил в среднее профессионально-техническое училище № 93 в селе Усады Высокогорского района Татарской АССР. Получив специальность тракториста, работал в колхозе имени П. М. Гаврилова.
28 октября 1984 года Мархабин был призван на службу в Вооружённые Силы СССР Пестречинским районным военным комиссариатом Татарской Автономной Советской Социалистической Республики. Служил в танковых войсках, получил специальность механика-водителя танка.
В апреле 1985 года рядовой Мархабин был направлен для дальнейшего прохождения службы в состав ограниченного контингента советских войск в Демократической Республике Афганистан. Служил механиком-водителем танка 1-й танковой роты танкового батальона 70-й отдельной гвардейской мотострелковой бригады. Много раз участвовал в боевых операций против вооружённых формирований моджахедов, в том числе в сопровождении колонн автомашин с грузами. 23 мая 1986 года в ходе выполнения очередного задания по сопровождению колонны через «зелёную зону» в провинции Кандагар его танк был подбит из засады и загорелся. Мархабин не бросил своих раненых товарищей и сумел вытащить их из горящей боевой машины, но сам при этом получил смертельное ранение и вскоре скончался.
Похоронен на кладбище деревни Кызыл-Яшляр Пестречинского района Республики Татарстан.
Указом Президиума Верховного Совета СССР рядовой Ильдар Ильгизович Мархабин посмертно был удостоен ордена Красной Звезды.

## Память
- В честь Мархабина названа улица в селе Пестрецы Республики Татарстан[2].
- Имя Мархабина носит ежегодно проводящийся турнир по национальной борьбе куреш[2].
- Постановлением бюро Пестречинского райкома ВЛКСМ 23 мая было объявлено ежегодным днём памяти Ильдара Мархабина.